# Quentin Grimes
Pour les articles homonymes, voir Quentin et Grimes.
Quentin Marshall Grimes, né le 8 mai 2000 à Houston dans le Texas, est un joueur américain de basket-ball évoluant au poste d'arrière voire d'ailier.

## Biographie

### Carrière universitaire
Entre 2018 et 2019, il joue pour les Jayhawks du Kansas.
Entre 2019 et 2021, il joue pour les Cougars de Houston.
Le 9 avril 2021, il annonce qu'il se présente à la draft NBA 2021.

### Carrière professionnelle

#### Knicks de New York (2021-février 2024)
Le 29 juillet 2021, il est sélectionné à la 25e position de la draft 2021 de la NBA par les Clippers de Los Angeles, ses droits sont ensuite transférés vers les Knicks de New York.

#### Pistons de Détroit (février-juin 2024)
Le 8 février 2024, avec Evan Fournier, Ryan Arcidiacono et Malachi Flynn, il est transféré aux Pistons de Détroit contre Alec Burks et Bojan Bogdanović.

#### Mavericks de Dallas (juin 2024-février 2025)
Fin juin 2024, il est transféré aux Mavericks de Dallas contre Tim Hardaway Jr..

#### 76ers de Philadelphie (depuis février 2025)
Début février 2025, il est échangé aux 76ers de Philadelphie contre Caleb Martin.

## Statistiques

### Universitaires
Les statistiques de Quentin Grimes en matchs universitaires sont les suivantes :
| Saison    | Équipe   | Matchs | Titul. | Min./m | % Tir | % 3pts | % LF | Rbds/m. | Pass/m. | Int/m. | Ctr/m. | Pts/m. |
| --------- | -------- | ------ | ------ | ------ | ----- | ------ | ---- | ------- | ------- | ------ | ------ | ------ |
| 2018-2019 | Kansas   | 36     | 36     | 27,4   | 38,4  | 34,0   | 60,3 | 2,47    | 2,00    | 0,64   | 0,17   | 8,36   |
| 2019-2020 | Houston  | 30     | 21     | 27,8   | 44,3  | 32,6   | 66,0 | 3,70    | 2,57    | 0,80   | 0,20   | 12,13  |
| 2020-2021 | Houston  | 30     | 30     | 32,7   | 40,6  | 40,3   | 78,8 | 5,70    | 1,97    | 1,40   | 0,30   | 17,83  |
| Carrière  | Carrière | 96     | 87     | 29,2   | 41,1  | 36,6   | 70,1 | 3,86    | 2,17    | 0,93   | 0,22   | 12,50  |

### Professionnelles

#### Saison régulière
| Saison    | Équipe   | Matchs | Titul. | Min./m | % Tir | % 3pts | % LF | Rbds/m. | Pass/m. | Int/m. | Ctr/m. | Pts/m. |
| --------- | -------- | ------ | ------ | ------ | ----- | ------ | ---- | ------- | ------- | ------ | ------ | ------ |
| 2021-2022 | New York | 46     | 6      | 17,1   | 40,4  | 38,1   | 68,4 | 2,00    | 1,00    | 0,70   | 0,20   | 6,00   |
| 2022-2023 | New York | 71     | 66     | 29,9   | 46,8  | 38,6   | 79,6 | 3,23    | 2,11    | 0,66   | 0,37   | 11,25  |
| 2023-2024 | New York | 45     | 18     | 20,2   | 39,5  | 36,3   | 70,6 | 1,96    | 1,16    | 0,67   | 0,07   | 7,27   |
| 2023-2024 | Détroit  | 6      | 0      | 19,2   | 21,4  | 14,3   | 90,9 | 2,00    | 2,33    | 0,83   | 0,67   | 5,33   |
| 2024-2025 | Dallas   | 47     | 12     | 22,8   | 46,3  | 39,8   | 76,5 | 3,80    | 2,10    | 0,70   | 0,20   | 10,20  |
| Carrière  | Carrière | 215    | 102    | 23,3   | 43,7  | 37,6   | 77,0 | 2,80    | 1,70    | 0,70   | 0,30   | 8,90   |

#### Playoffs
| Saison   | Équipe   | Matchs | Titul. | Min./m | % Tir | % 3pts | % LF | Rbds/m. | Pass/m. | Int/m. | Ctr/m. | Pts/m. |
| -------- | -------- | ------ | ------ | ------ | ----- | ------ | ---- | ------- | ------- | ------ | ------ | ------ |
| 2023     | New York | 9      | 6      | 26,9   | 30,4  | 24,3   | 81,8 | 2,78    | 1,44    | 1,00   | 0,56   | 5,11   |
| Carrière | Carrière | 9      | 6      | 26,9   | 30,4  | 24,3   | 81,8 | 2,78    | 1,44    | 1,00   | 0,56   | 5,11   |

## Records sur une rencontre en NBA
Les records personnels de Quentin Grimes en NBA sont les suivants, :
| Type de statistique        | Saison régulière | Saison régulière            | Saison régulière  | Playoffs | Playoffs                 | Playoffs      |
| Type de statistique        | Record           | Adversaire                  | Date              | Record   | Adversaire               | Date          |
| -------------------------- | ---------------- | --------------------------- | ----------------- | -------- | ------------------------ | ------------- |
| Points                     | 46               | @ Rockets de Houston        | 17 mars 2025      | 9        | @ Heat de Miami          | 8 mai 2023    |
| Paniers marqués            | 18               | Warriors de Golden State    | 1er mars 2025     | 3        | 3 fois                   | 3 fois        |
| Paniers tentés             | 27               | @ Rockets de Houston        | 17 mars 2025      | 8        | 2 fois                   | 2 fois        |
| Paniers à 3 points réussis | 8                | @ Rockets de Houston        | 17 mars 2025      | 3        | @ Heat de Miami          | 8 mai 2023    |
| Paniers à 3 points tentés  | 16               | @ Mavericks de Dallas       | 27 décembre 2022  | 7        | @ Heat de Miami          | 8 mai 2023    |
| Lancers francs réussis     | 8                | @ Rockets de Houston        | 17 mars 2025      | 4        | @ Cavaliers de Cleveland | 18 avril 2023 |
| Lancers francs tentés      | 13               | @ Rockets de Houston        | 17 mars 2025      | 5        | @ Cavaliers de Cleveland | 18 avril 2023 |
| Rebonds offensifs          | 4                | 2 fois                      | 2 fois            | 1        | 3 fois                   | 3 fois        |
| Rebonds défensifs          | 11               | @ Rockets de Houston        | 17 mars 2025      | 5        | @ Heat de Miami          | 8 mai 2023    |
| Rebonds totaux             | 13               | @ Rockets de Houston        | 17 mars 2025      | 5        | 2 fois                   | 2 fois        |
| Passes décisives           | 10               | 2 fois                      | 2 fois            | 5        | Heat de Miami            | 10 mai 2023   |
| Interceptions              | 5                | @ Trail Blazers de Portland | 1er décembre 2024 | 5        | @ Cavaliers de Cleveland | 18 avril 2023 |
| Contres                    | 3                | @ Knicks de New York        | 26 février 2024   | 2        | Heat de Miami            | 10 mai 2023   |
| Balles perdues             | 5                | 2 fois                      | 2 fois            | 4        | Heat de Miami            | 10 mai 2023   |
| Minutes jouées             | 48               | @ Mavericks de Dallas       | 27 décembre 2022  | 48       | Heat de Miami            | 10 mai 2023   |

- Double-double : 4
- Triple-double : 0

Dernière mise à jour : 9 avril 2025

## Distinctions personnelles
- Third-team All-American – AP, USBWA, NABC, SN (2021)
- AAC co-Player of the Year (2021)
- First-team All-AAC (2021)
- AAC Tournament MVP (2021)
- McDonald's All-American (2018)
- Texas Mr. Basketball (2018)
- FIBA Americas Under-18 Championship MVP (2018)